# اس‌دی‌اس‌‌اس جی۱۲۲۹+۱۱۲۲
اس‌دی‌اس‌اس جی۱۲۲۹+۱۱۲۲ (به انگلیسی: SDSS J1229+1122) یا SDSS J1229+1122 (SDSS J122952.66+112227.8) یک ستاره ابرغول آبی از نوع O در دم کهکشان نامنظم کوتوله آی‌سی ۳۴۱۸ است. این ستاره تودهٔ گسترده‌ای از گاز سحابی را روشن می‌کند و با بررسی منبع طیف درخشندگی وجود آن کشف شده‌است. تودهٔ گاز در دمی قرار دارد که خمیدگی آن ناشی از فشار رامی گاز بر کهکشان توسط خوشه کهکشانی است. با تجزیه و تحلیل طیف آن، یک ابرغول آبی بودن این ستاره آشکار شد.